# Don Fernando el de Antequera
Don Fernando el de Antequera és un drama històric en vers, dividit en tres actes, de Ventura de la Vega, estrenat a Madrid i Barcelona el mateix dia 4 d'abril de 1847. Va ser una de les obres amb les quals es va inaugurar el Gran Teatre del Liceu de Barcelona.

## Context
El drama se situa en el moment històric de la successió del tron de Castella arran de la mort del rei Enric III de Castella, el Malalt (produïda el 25 de desembre de 1406), i s'inicia amb els funerals a començaments de l'any 1407. Es tracta de posar en drama la difícil successió de la corona, donat que el fill del rei, Joan II de Castella, el seu hereu natural, no té encara els dos anys. El germà del rei de Castella és Ferran d'Antequera, futur rei d'Aragó i futur rei consort de Castella. Però l'obra conté alguns anacronismes, destacats fins i tot per la premsa de l'època, com el fer coincidir el funeral per la mort del rei Enric de Castella, de l'any 1407 al llibre, amb la mort del rei Martí l'Humà d'Aragó, produïda realment l'any 1410, i amb el setge d'Antequera, del mateix any de 1410 (abril-setembre).
Fernando el de Antequera, amb una durada d'unes tres hores, va ser una de les obres amb les quals es va inaugurar el Gran Teatre del Liceu d'Isabel II, sent les altres una obertura musical del compositor valencià Josep Melcior Gomis, el ballet La rondeña de Josep Jurch, amb coreografia de Joan Camprubí, i la cantata amb text italià de Joan Cortada i música de Marià Obiols anomenada Il regio imene.

## Argument
Lloc: Toledo
Època: any 1407

### Acte I
Claustre davant de la capella de l'arquebisbe Pere Tenorio, a la Catedral de Toledo. El rei Enric de Castella ha mort fa poc.
El Conestable Rui López parla amb Diego López, qui encara no és el Justícia Major del regne. Creu que el regne està sense rei, donat que l'hereu Joan de Castella té encara dos anys i que encara no ha estat proclamat com a Príncep d'Astúries, pas previ per ser proclamat rei. Rui López explica a Diego López els perills que envolten el regne: Portugal i Granada d'una banda, i de l'altra les possibles lluites internes aprofitant la feblesa del poder. Diego López tracta de tranquil·litzar a Rui López, recordant-li que l'únic que pot reclamar la corona és Ferran d'Antequera, germà del rei mort, i que no ho farà. Afegeix que el rei d'Aragó, Martín I, vol deixar en herència el regne a Ferran d'Antequera. Rui López li contesta que, no obstant el fet que Ferran no intentaria (aconseguir) el poder de Castella, els nobles castellans han decidit entregar-li la corona de Castella, per tal d'evitar que un altre que fos anomenat rei d'Aragó, intentés fer-se amb la corona de Castella. Diego López protesta que el nen Joan té els drets sobre la corona, i Rui López li diu que serà inútil, perquè aïllaran al nen i a la seva mare a on lloc fosc, i encomana a Diego López qui sigui ell qui s'encarregui d'enviar-los a Londres des del port d'Hondarribia.
Just en aquest moment arriben Fadrique de Trastàmara i un escuder, el qual anuncia que el moro de Granada ha envaït Baeza i continua cap al nord, al capdavant d'un exèrcit. Marxen l'escuder i Diego López, aquest cap a Segòvia a buscar la reina mare i el nen. Fadrique de Trastàmara queda sol amb Rui López. Aquest li explica que Diego López serà fidel a la causa, perquè li ha promès que serà el Justícia Major del regne, però Fadrique voldria que ho fos un protegit seu. Una certa tensió entre ells apareix, però en aquest moment surt de l'església Ferran d'Antequera. Ferran ha sentit les notícies de la invasió dels moros, i proclama davant Fadrique i Rui López que ell ajudarà a mantenir el llegat del seu germà, posant-se al capdavant de les tropes castellanes. Rui López li recorda que és prioritari tenir un rei a Castella. Ferran vol que es proclami rei tan aviat com es pugui el nen Joan, i que ell, Ferran, serà el regent fins que Joan tingui els catorze anys, segons promesa feta per Ferran al rei Enric. Rui López i recorda que el testament parla d'una regència compartida amb la mare del nen, Caterina de Lancaster, i que aquesta no és pas castellana ni està preparada per a governar, i que Ferran hauria de ser l'únic rei.
Arriba de Toledo el procurador Fernando de Guzmán, amb altres dos procuradors més. Explica que les Corts retiren el servei econòmic promès al rei Enric, donat que aquest ha mort, i que no n'hi ha cap rei a qui donar-li els recursos. Segons Rui López l'única manera de fer front a la guerra és que Ferran es coroni rei. Tots els presents juren lleialtat a Ferran, si ho fa, però ell ho rebutja. Just quan manista amb tot el seu enardiment que ajudarà a Castella amb l'ajuda de Déu, surt fra Vicent Ferrer de l'església, i retreu a Fadrique i Rui López que vulguin salvar el regne amb un delicte. Rui López, a canvi, li retreu que sent ell valencià vulgui beneficiar el regne d'Aragó. Fra Vicent li diu a Ferran que Martín II d'Aragó l'ha proclamat el seu hereu a la corona d'Aragó, i aquest ho accepta, serà rei d'Aragó, però no de Castella, on farà costat al nen Joan.
Arriba Fernan Gutiérrez, i informa que Martí d'Aragó ha mort, i que no deixa el regne en herència a ningú. Uns i altres es disputen la corona, el Comte d'Urgell d'una banda, Cardona i Montcada d'una altra, i el d'Urgell s'ha autoproclamat rei. Rui López aprofita per aconsellar a Ferran que prengui la corona de Castella, però Ferran no vol. Fra Vicent surt cap a Aragó, a parlar amb l'usurpador per retreure'l la seva conducta. Rui López i Fadrique forcen a Ferran a acceptar la corona que li presenten, i en aquest moment entre la reina viuda, amb el rei nen Joan. Ferran fa llegir a Rui López el testament del rei Enric, al qual deixa el regne al seu fill, sent regents d'igual rang la reina Catalina i Ferran de Castella, fins que el rei Joan faci els catorze anys, i a més atorga l'educació de Joan al Justícia Major de Castella. Ferran demana llavors els diners per la lluita contra els moros, però Catalina no vol la guerra, i demana que es llicenciïn les tropes. Protesta Catalina de què apartin al seu fill del seu costat, com demana el testament, i sol·licita que immediatament es proclami rei al seu fill.
Se senten sorolls de soldats, que es preparen per lluitar contra l'emir de Granada. Ferran s'ofereix a dirigir-los, i surt amb els soldats, abans de proclamar rei al nen Joan.

### Acte II
Saló a l'alcàsser de Toledo.
El conestable Rui López demana audiència per veure la reina, però ella no el vol veure mentre no li tornin el fill. Arriba el Comte d'Urgell, per veure Rui López, però de moment no es vol donar a conèixer, i porta el rostre tapat. Diu servir al Comte d'Urgell i que explica a Rui López que després de ser proclamat rei d'Aragó, els homes de Ferran de Castella li van treure la corona. Es deixa aleshores veure per Rui López, i li explica que fra Vicent Ferrer va ser qui va aixecar els homes contra ell, tot dient que Déu guarda el tron d'Aragó per en Ferran. Ara, un conjunt de jutges arribats dels tres regnes, tancats a la fortalesa de Casp, han de decidir qui serà el rei d'Aragó. El d'Urgell proposa un plan per coronar al més aviat possible a Ferran com a rei de Castella, deixant-li així fora de la corona d'Aragó. Primer de tot han d'allunyar al nen Joan, que el comte duria a Aragó, i per aquest propòsit fa Rui López cridar a Diego López. Aquest no vol fer el pas de cedir la custòdia del nen, i a punt estan d'arribar a les armes, quan entra la reina i el comte marxa sense deixar-se veure per ella. Marxa Diego López després de deixar clar que només la reina podrà entrar a veure a Joan, quedant sols el conestable i la reina. Aquesta li mostra un paper en el qual es declara nul el punt del testament que atorga la custòdia del nen a Diego López, i que la torna a la seva mare. Ruy López li recorda que manca la signatura de Ferran de Castella, sense la qual aquest paper no val res. A canvi li suggereix que marxi lluny amb el nen i renunciï a la corona en favor de Ferran. Davant la negativa de la reina, Rui López l'amenaça amb el segrest del fill. La reina li recorda que Diego López no el cedirà, però Rui López, que ha guardat el paper signat per la reina, li fa veure que en aquell paper li treu la custòdia a Diego López, i que mostrant aquest paper al Justícia Major sens dubte aquest renunciarà a continuar protegint al nen. Abans que altres segrestin al nen, proposa a la reina que ella marxi amb ell renunciant a la corona, i ella, per fi, cedeix.
De sobta se senten veus, entren quatre guerrers amb els cascs posats, i amb ells entra Fernan Gutiérrez, celebrant la victòria en Antequera de Ferran de Castella, a qui ja anomenen Ferran el d'Antequera. Rui López aprofita la notícia per fer veure a la reina que Ferran és a qui Castella necessita per donar-li força en temps difícils. La reina marxa a buscar el nen, i quan Rui López intenta seguir-la entra Diego López. Rui López li fa veure l'escrit de la reina sobre la custòdia del nen, i aquest veient que la reina la desitja cedeix.
S'acosta un dels guerrers a Diego López, i aixecant-se el casc el deixa veure qui és: Ferran d'Antequera, que tot ho ha escoltat. Li demana que avisi a la reina que algú la vol veure, però que no li digui qui és. Surt Diego López, i quan marxa Fernan Gutiérrez entra la reina, i Ferran d'Antequera es treu la visera i es presenta a ella. La reina, convençuda de què Ferran la vol fer fora per coronar-se rei, li retreu el seu comportament, i Ferran li explica tot el que ha fet pel nen i per Castella, sense voler més títol que el de regent que en testament li va atorgar el seu germà Enric. Afegeix que ell defensarà al nen amb l'espasa, si cal fer-ho. Entre Gutiérrez, i Ferran torna a tapar el seu rostre, i immediatament entren Rui López i els nobles. Rui López fa entrar a Diego López, perquè confirmi que entrega al nen a la seva mare. Diego López vacil·la, i Ferran amb dissimul el fa veure qui és ell. El rostre de Ferran és amenaçador. Llavors Diego López confirma que entregarà el nen a les dotze, i la reina cau desmaiada.

### Acte III
Mateix saló de l'alcasser de Toledo.
Diego López és escena, queixant-se del seu destí. Són a prop de les dotze, i ha d'entregar el nen. Entren Fernan Gutiérrez i Ferran d'Antequera, aquest últim té en custodia el nen, en secret, i demana a Diego López que guardi la porta de les habitacions del nen com si a dins hi estigués, i que és necessari que mori defensant-les, negant-se a entregar el nen. Marxa Diego López, i Ferran d'Antequera i el seu cambrer major Fernan Gutiérrez parlen. Ferran vol fer rei al nen, però no suporta a la reina, feble i espantadissa. Arriben els conspiradors buscant el nen: Fadrique, el bisbe de Palència, i els grans de Castella, que anuncien que de seguida arribarà Rui López. Efectivament arriba, acompanyat del comte d'Urgell, a qui han d'entregar el nen Joan. Ningú sap que es tracta del comte, tret de Rui López, tots pensen que és un servidor del comte. Rui López li fa jurar al comte que se'n cuidarà del nen, i així ho jura. Fan sortir Fernan Gutiérrez a la recerca de la reina. A les dotze han d'arribar les tropes del comte a Toledo. Rui López presenta a la reina un pergamí i li demana que el signi: és la renúncia a la corona en nom del fill i a favor de Ferran d'Antequera. La reina es nega a fer-ho, no vol signar la traïció al seu propi fill. Li expliquen que si no firma ella quedarà a l'alcàsser però el nen marxarà amb ells.
Rui López desisteix d'intentar convèncer la reina, i pica la porta d'on se suposa que és el nen. Surt Diego López, i tot comentant que encara no són les dotze, tracta de guanyar temps mentre espera que arribi Ferran d'Antequera. Sonen les campanes de les dotze, i la reina, veient que la separaran del fill, accepta signar la renúncia presentada per Diego López, i surt del saló, entrant a les habitacions del nen Joan. Al moment un escuder anuncia que unes tropes aragoneses intenten entrar a Toledo. Marxen tots excepte Fernan Gutiérrez, a qui han donat el pergamí amb l'encàrrec de què el porti on correspongui, i entra Ferran d'Antequera, el qual pregunta si la reina ha signat el pergamí. Fernan Gutiérrez li entrega el pergamí, i mentre Ferran creu que ja tot està perdut, sonen les trompetes de les tropes aragoneses. Ferran té l'esperança que siguin els seus lleials, i envia a Fernan Gutiérrez a demanar-los, si són ells, que tornin a repetir el toc del clarí. Marxen tots dos.
Entren la reina, Rui López, Diego López i els grans de Castella. No troben al nen, i la reina, enfurismada, acaba dient en veu alta que Ferran d'Antequera és a l'alcàsser. Quan la reina cau desmaiada sona el segon toc de clarí. Fadrique i Rui López volen continuar la recerca del nen, just quan entra Fernan Gutiérrez amb soldats aragonesos, que impedeixen la sortida de tots, barrant el pas amb les seves llances. Fadrique i Rui López fan l'intent de desembeinar les seves armes. De sobte s'obre una porta i es veu a Ferran d'Antequera assegut al tron. Proclama des d'aquest tron que el veritable rei es Joan II, i aixecant-se del tron deixa veure que el nen hi és també allà assegut. La reina, recuperada, corre a abraçar el seu fill, quedant agenollada als peus del tron. Ferran fa veure a tots que les seves tropes aragoneses, enviades per fra Vicent Ferrer, són al saló. Ordena a tots que s'agenollin jurant submissió al rei nen, i ell el primer. Entra fra Vicent Ferrer i saluda a Ferran com rei d'Aragó, perquè els enviats del tres regnes han decidit a Casp que Ferran serà el rei d'Aragó. Ferran pregunta què s'ha fet del comte d'Urgell, i Vicent Ferrer li explica que les tropes aragoneses l'han reconegut alà, a Toledo, i que el tenen presoner.
Ferran anima a la reina a ajudar el seu fill, i li recorda que conservarà el pergamí signat per ella per si no ho fa. La reina i els grans juren lleialtat el rei Joan II.
Teló final.